# Linea IND Sixth Avenue
La linea IND Sixth Avenue è una linea ferroviaria della metropolitana di New York. Fa parte della B Division, e si estende da 57th Street, Midtown (Manhattan), a York Street, Dumbo (Brooklyn).
Le linee servizi che utilizzano in parte o tutta la linea IND Sixth Avenue sono:
| Linea | Servizio | Sezione della linea ferroviaria       |
| ----- | -------- | ------------------------------------- |
|       | Espresso | Seventh Avenue - Grand Street         |
|       | Espresso | Seventh Avenue - Grand Street         |
|       | Locale   | 57th Street - York Street             |
|       | Locale   | Rockefeller Center - Lafayette Street |

## Storia
La linea IND Sixth Avenue venne costruita per sostituire la linea sopraelevata IRT Sixth Avenue, che venne chiusa e demolita nel 1939. La prima parte della linea venne inaugurata il 1º gennaio 1936, possedeva due binari ed andava da West Fourth Street-Washington Square a East Broadway. La prima parte della linea non sorgeva però sotto la Sixth Avenue ed era, infatti, in origine, conosciuta come linea Houston-Essex Street. Dopo l'apertura, la linea E, che operava tra Jackson Heights e l'Hudson Terminal, venne spostata sulla nuova linea. Vennero poi costruiti due binari espressi sotto Houston Street, fino ad Essex Street, che avrebbero dovuto attraversare l'East River per poi connettersi con la mai costruita linea IND Worth Street.
Appena dopo la mezzanotte del 9 aprile 1936, i treni cominciarono a correre sotto l'East River attraversando il Rutgers Street Tunnel, che collegava la linea Houston-Essex Street con l'estremità nord della linea Jay-Smith-Ninth Street e con il raccordo con la linea IND Eighth Avenue, situato a nord della stazione di Jay Street-Borough Hall.
In un primo momento al città penso di far passare sotto la Sixth Avenue il tunnel della Hudson and Manhattan Railroad (Odierna Port Authority Trans-Hudson) e di costruire in futuro la metropolitana ad un livello inferiore rispetto a questo tunnel.
Inoltre i tronconi che vennero realizzati per un progetto di espansione sotto Central Park, vero Harlem, sono oggi parte della linea IND 63rd Street.
I binari locali della parte centrale della linea vennero poi aperti alle 00:01 del 15 dicembre 1940. Vennero così create le seguenti linee:
- Linea BB (Washington Heights Local): nuova linea, che opera durante le ore di punta, va da 168th Street a l'Hudson Terminal;
- Linea D (Bronx Concourse Express): nuova linea che va da Norwood-205th Street a l'Hudson Terminal;
- Linea F (Queens-Manhattan Express): nuova linea che va da Parsons Boulevard a Church Avenue.

## Percorso
|  | Unknown route-map component "utSTR+l" | Unknown route-map component "utCONTfq" |

| Unknown route-map component "utdCONTg" |  | Urban tunnel straight track |  | Unknown route-map component "d" |

| Unknown route-map component "utdABZg2" | Unknown route-map component "utSTRc3" | Urban tunnel stop on track | Unknown route-map component "d" |  |

| Unknown route-map component "c" + Unknown route-map component "utABZg+l" | Unknown route-map component "utdSTRc1" | Unknown route-map component "d" + Unknown route-map component "utBHF2+4" | Unknown route-map component "utdSTRq" | Unknown route-map component "utKRZto" + Unknown route-map component "utSTRc3" | Unknown route-map component "utSHI4rq" | Unknown route-map component "cd" |

| Unknown route-map component "utdLSTR" | Unknown route-map component "utSTRc1" | Unknown route-map component "utSTR+l" + Unknown route-map component "utABZg+4" | Unknown route-map component "utSHI4g+lq" | Unknown route-map component "utdCONTfq" |

| Unknown route-map component "utACC" |

| Unknown route-map component "utCONTgq" | Unknown route-map component "utKRZtu" | Unknown route-map component "utCONTfq" |

| Unknown route-map component "utCONTgq" | Unknown route-map component "utTHSTto" | Unknown route-map component "utCONTfq" |

| Unknown route-map component "utCONTgq" | Unknown route-map component "utTHSTACCtu" + Unknown route-map component "HUBa" | Unknown route-map component "utCONTfq" |

| Unknown route-map component "utBS2c2" | Unknown route-map component "utBS2lr" + Unknown route-map component "HUB" | Unknown route-map component "utBS2c3" |

| Unknown route-map component "utSTR~L" | Unknown route-map component "tKBHFa" + Unknown route-map component "utSTR~R" + Unknown route-map component "utSTR~L" + Unknown route-map component "HUBe" | Unknown route-map component "utSTR~R" |

| Unknown route-map component "HUBa@fq" | Unknown route-map component "utdHST" + Unknown route-map component "dNULf" + Unknown route-map component "dHUBq" | Unknown route-map component "tdHST" + Unknown route-map component "dHUBq" | Unknown route-map component "utdHST" + Unknown route-map component "dNULg" + Unknown route-map component "dHUBq" | Unknown route-map component "HUBe@gq" |

| Unknown route-map component "utCONTgq" + Unknown route-map component "HUBa@fq" | Unknown route-map component "utdTHSTt" + Unknown route-map component "dNULf" + Unknown route-map component "dHUBq" | Unknown route-map component "mtdKRZ" + Unknown route-map component "ldHST" + Unknown route-map component "dHUBq" | Unknown route-map component "utdTHSTt" + Unknown route-map component "dNULg" + Unknown route-map component "dHUBq" | Unknown route-map component "utCONTfq" + Unknown route-map component "HUBe@gq" |

| Unknown route-map component "utdSTR" | Unknown route-map component "tdHST" | Unknown route-map component "utdSTR" |

| Unknown route-map component "utBS2c1" + Unknown route-map component "tCONTgq" | Unknown route-map component "utBS2+lr" + Unknown route-map component "tSTRr" | Unknown route-map component "utBS2c4" |

| Unknown route-map component "utLSTR2" | Unknown route-map component "cd" + Unknown route-map component "utdSTRc3" | Urban tunnel straight track | Unknown route-map component "cd" |  |

| Unknown route-map component "utdSTRc1" | Unknown route-map component "utv-STR+4" | Unknown route-map component "utvSTR-" |  |

| Unknown route-map component "utdACC" | Unknown route-map component "utdACC" | Unknown route-map component "d" |

| Unknown route-map component "d" | Unknown route-map component "utvÜST" |  |

| Unknown route-map component "utv-STR3" + Unknown route-map component "ulCONTf3" | Unknown route-map component "utdSTR" |  |

| Unknown route-map component "utCONTgq" | Unknown route-map component "utKRZtu" | Unknown route-map component "utCONTfq" |

|  | Unknown route-map component "BLaq" + Unknown route-map component "utHSTACC" | Unknown route-map component "BL+r" |

|  | Unknown route-map component "utCONTgq" | Unknown route-map component "utKRZto" | Unknown route-map component "BLe" + Unknown route-map component "utHSTACCq" | Unknown route-map component "utCONTfq" |

|  | Unknown route-map component "utKRWgl" + Unknown route-map component "POINTERf@rgq" | Unknown route-map component "utKRW+r" |

| Unknown route-map component "utKRW+l" | Unknown route-map component "utKRWgr" | Urban tunnel station on track |

| Unknown route-map component "utCONTgq" | Unknown route-map component "utKRZtu" | Unknown route-map component "utABZql" | Unknown route-map component "utTHSTtu" | Unknown route-map component "utCONTfq" |

| Urban tunnel stop on track |  | Urban tunnel straight track |

| Unknown route-map component "uhtSTRe" |  | Urban tunnel stop on track |

| Unknown route-map component "uhKRZW" | Transverse water | Unknown route-map component "utKRZW" |

| Unknown route-map component "uhtSTRa" |  | Urban tunnel stop on track |

| Unknown route-map component "utBS2+l" | Unknown route-map component "utBS2+r" | Unknown route-map component "d" | Unknown route-map component "utCONTf" | Unknown route-map component "d" |

| Urban tunnel straight track | Unknown route-map component "utCONTf" |  |  |

| Unknown route-map component "utCONTf" |